# Barranc del Volante
El Barranc del Volante està situat al terme de Peníscola (Baix Maestrat, País Valencià). Es troba a uns 6 km al sud del nucli urbà, i discorre més o menys perpendicular a la línia de costa, on desemboca. Està a prop de la Torre Badum.
Aquest barranc marca el límit nord del Parc Natural de la Serra d'Irta.
El barranc desemboca al mar a la Cala Volante, el fons de la qual està compost per blocs grans i mitjans en la zona immediata a la costa i fons d'arenes fines en profunditat. En la zona de rompent de les cales abunden els materials compostos per cudols i grava. La flora i fauna característiques es compon de Verrucaria symbalana, Littorina punctata, Littorina neritoides, Bangia artropurpurea, Ralfsia verrucosa, Corallina mediterrània, Mytilus sp., Laurencia sp. i Colpomenia sp. Per sota dels 0,5 m. es localitzen poblacions d'eriços al cotat de poblaments de Caulerpa prolifera.
Investigadors han descobert a la zona del barranc l'existència de diversos petroglifs que podrien haver sigut utilitzats per a arreplegar la mel per antics pobladors de la Serra d'Irta.